# Žehlička

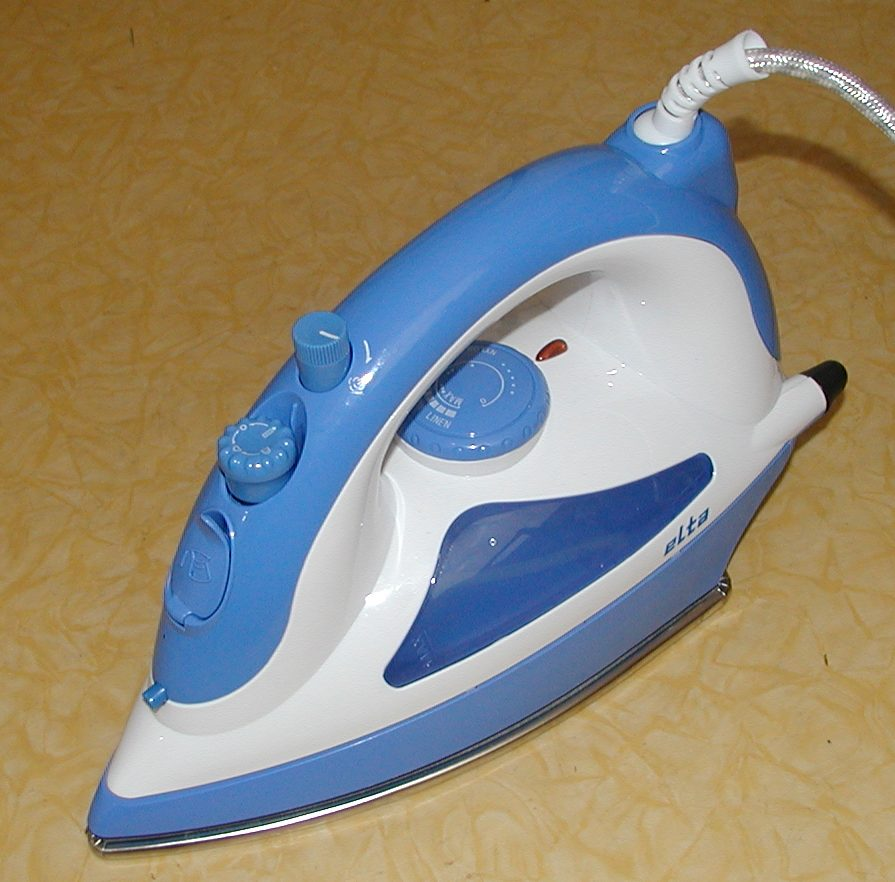
Současná elektrická žehlička

Žehlička je zařízení sloužící k žehlení, čili vyhlazování tkaniny pomocí vysoké teploty a tlaku. Žehlení působí tak, že se vlivem teploty uvolňují vazby v molekulách polymerů tvořících vlákna tkaniny. Když jsou vlákna horká, pod tlakem žehličky se narovnávají a po ochlazení si uchovávají svůj tvar. U některých látek jako např. bavlna je potřeba též použít vodu.

## Předchůdci elektrické žehličky
Zpočátku se prádlo lisovalo nebo válečkovalo, v 15. století se objevila horká žehlička. V minulosti žehlička vypadala jako hlazený kovový blok s držadlem. Po ohřátí např. na plotně kuchyňských kamen umožňovala tepelná setrvačnost kovového bloku udržet po několik minut dostatečnou teplotu, aby se dalo žehlit. Po vystydnutí bylo třeba žehličku položit na plotnu a nechat znovu zahřát. Tvar žehličky připomíná chodidlo s trojúhelníkově zakončenou špičkou na jedné straně a s plochým okrajem na straně „paty“. Tento tvar se vzhledem k pohodlnému žehlení ujal také v dalších, modernějších konstrukcích.
Zdokonalením žehličky byla konstrukce, kdy se na „chodidlo“ umístilo malé ohniště na dřevěné uhlí, kde bylo možné vložit několik rozžhavených uhlíků, které udržovaly vysokou teplotu žehličky, aniž by bylo nutné ji každou chvíli odstavovat na horkou plotnu. Další alternativou byly žehličky, kde se topilo lihem. Jiným řešením bylo použití dvou žehliček s jedním odpojitelným držadlem.

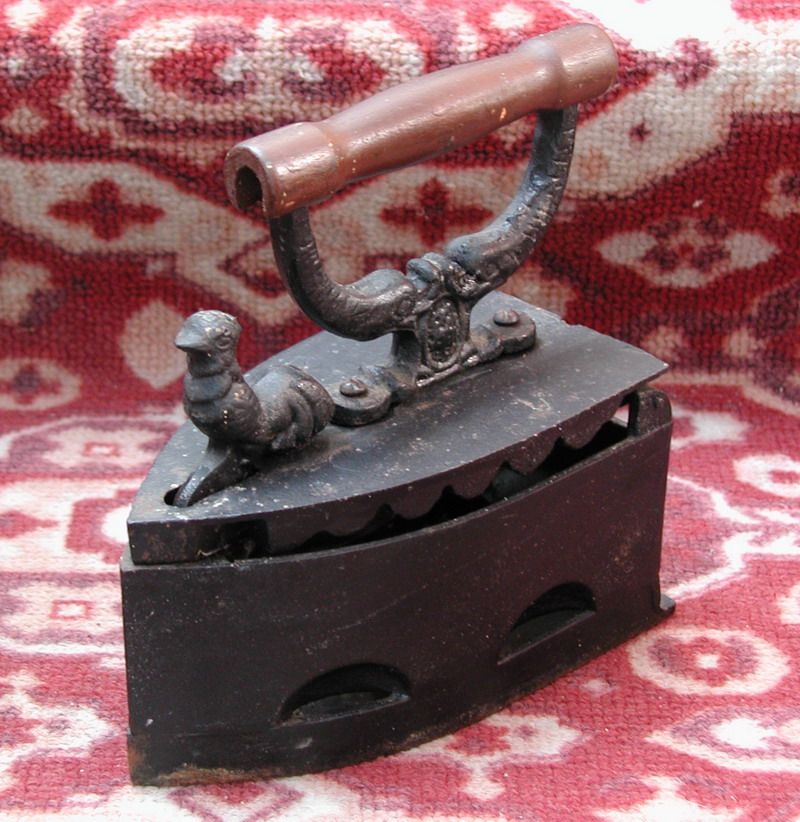
Žehlička na dřevěné uhlí
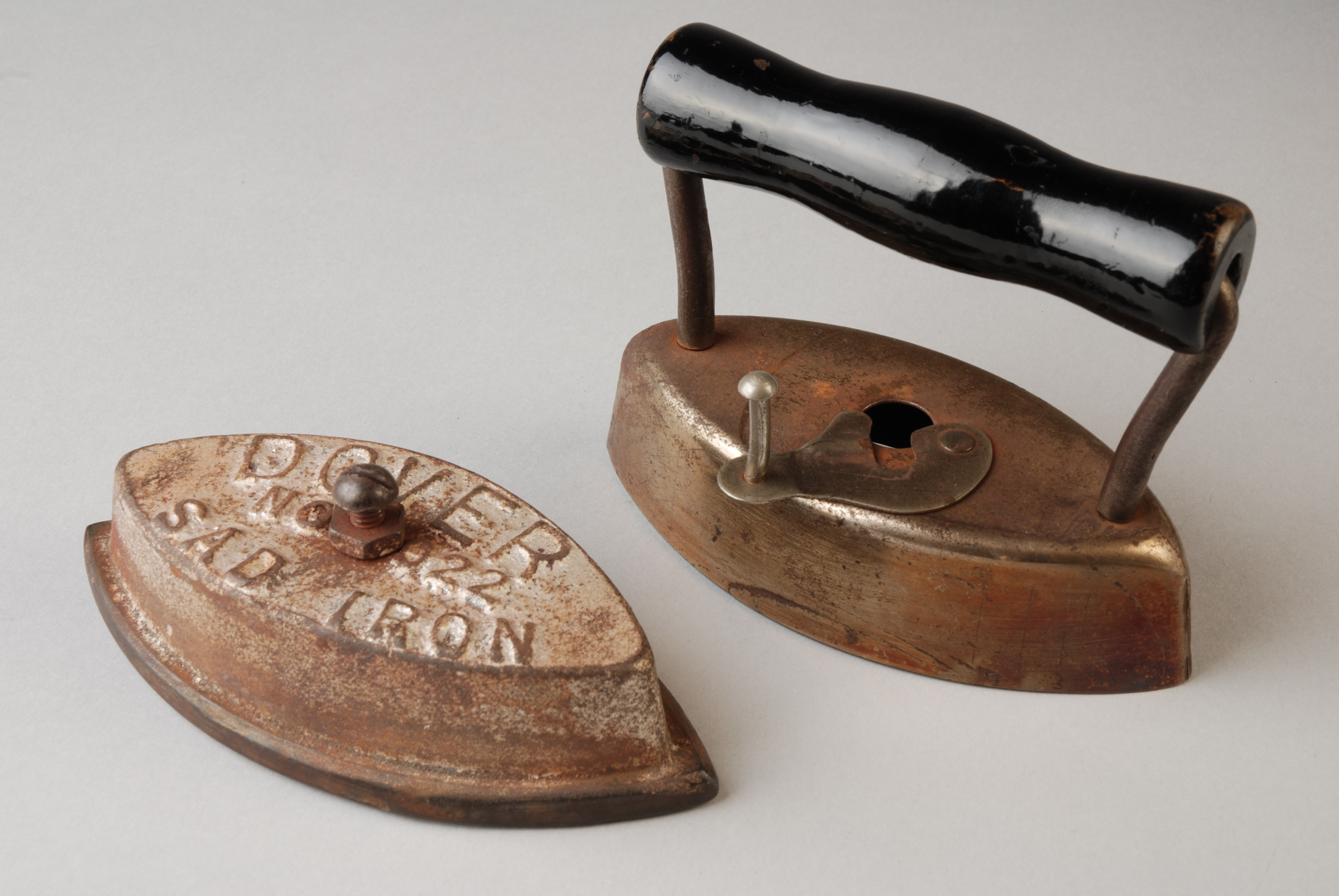
Žehlička s odpojitelnou rukojetí (1900–1910)
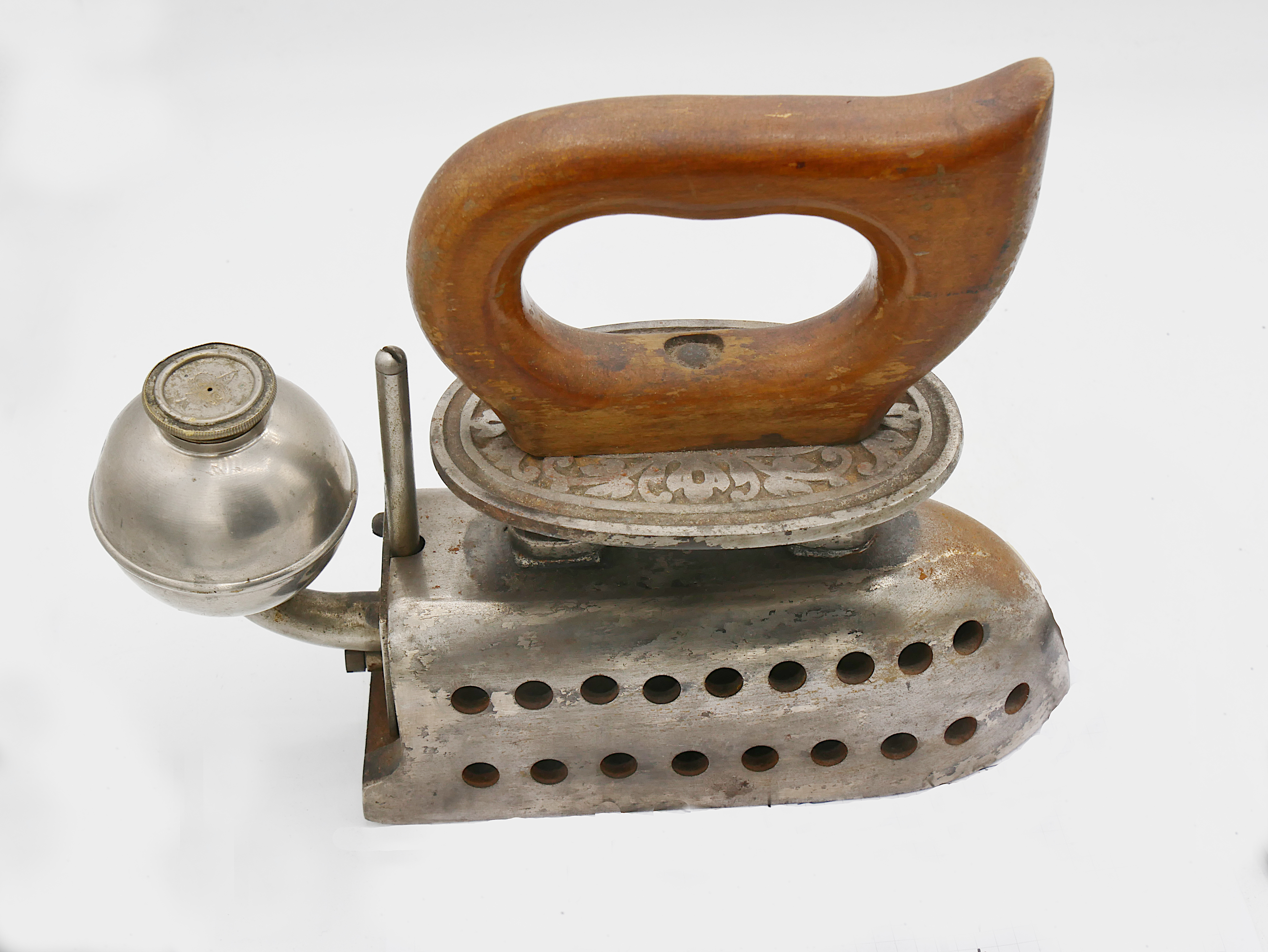
Žehlička ohřívaná lihovým plamenem
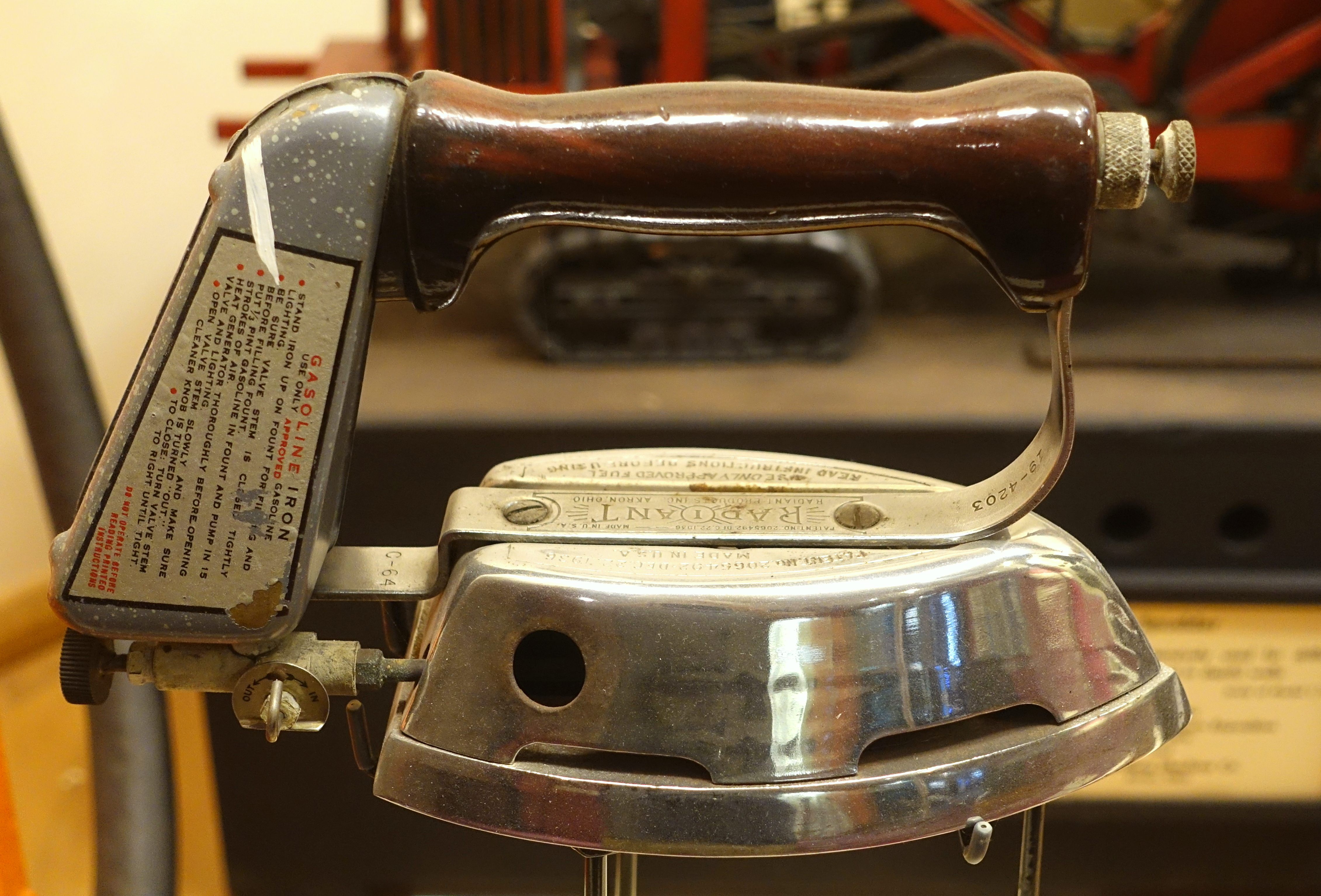
Žehlička s přípojkou na svítiplyn (USA, 1936)

## Elektrické žehličky
Ve 20. století se rozšířily žehličky, kde byla uvnitř elektricky zahřívaná spirála s příkonem několika set wattů a která byla napájena z elektrické sítě domovního rozvodu. První elektrické žehličky byly zkonstruovány v 90. letech 19. století,[zdroj?] v českém prostředí se objevily na trhu již počátkem 20. století. V roce 1929 přišla na trh žehlička, ve které bimetal vypínal proud při dosažení stanovené teploty; následně byly žehličky vybavovány termostatem, který umožňuje udržet požadovanou teplotu s přesností na několik stupňů Celsia, a kromě toho se v žehličce objevila i zvlhčovací zařízení (napařovací žehlička).

## Nežehlivé výrobky
Některé prádlo se vyrábí jako nežehlivé. Není jej třeba žehlit, protože jsou vlákna napnutá (většinou účinkem formaldehydu).

## Etymologie
Slovo žehlička bylo vytvořené ze slovesa žehlit a to od slova žeh.
Jungmannův slovník (1835) prezentuje v daném významu slovo cihlička („...slowe krejčjm a šwadlenám železo gjmž šwy a obogky hladí...“). Žehlička uvádí jako synonymum dle nedokončeného slovníku Václava Jana Rosy ze 17. století.